# 484 Pittsburghia
484 Pittsburghia је астероид главног астероидног појаса са пречником од приближно 31,61 km.
Афел астероида је на удаљености од 2,819 астрономских јединица (АЈ) од Сунца, а перихел на 2,516 АЈ.
Ексцентрицитет орбите износи 0,056, инклинација (нагиб) орбите у односу на раван еклиптике 12,503 степени, а орбитални период износи 1591,721 дана (4,357 године).
Апсолутна магнитуда астероида је 9,86 а геометријски албедо 0,201.
Астероид је откривен 29. априла 1902. године.